# Cyttopsis
Cyttopsis är ett släkte av fiskar. Cyttopsis ingår i familjen Parazenidae.
Kladogram enligt Catalogue of Life:
| Cyttopsis | \| \| Cyttopsis cypho \| \| \| \| \| \| Cyttopsis rosea \| \| \| \| |
|           | \| \| Cyttopsis cypho \| \| \| \| \| \| Cyttopsis rosea \| \| \| \| |
|           | Parazen                                                             |
|           |                                                                     |
|           | Stethopristes                                                       |
|           |                                                                     |
|           | Cyttopsis cypho                                                     |
|           |                                                                     |
|           | Cyttopsis rosea                                                     |
|           |                                                                     |

|  | Cyttopsis cypho |
|  |                 |
|  | Cyttopsis rosea |
|  |                 |